# Helmnica
Helmnica (cyr. Хелмница) – wieś w Czarnogórze, w gminie Tuzi. W 2011 roku liczyła 52 mieszkańców.